# Evangelische Kirche Haustenbeck

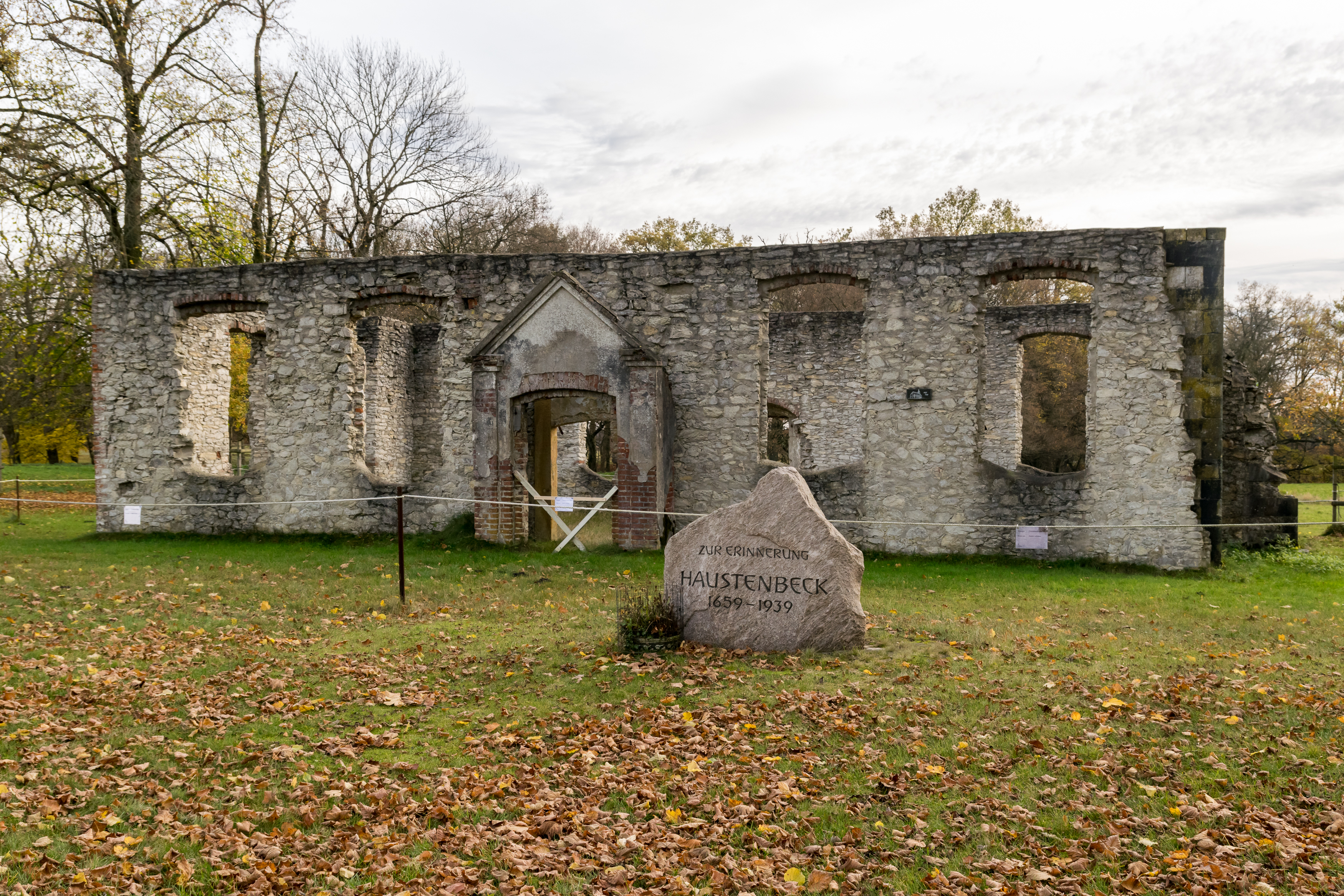
Kirchenruine 2015

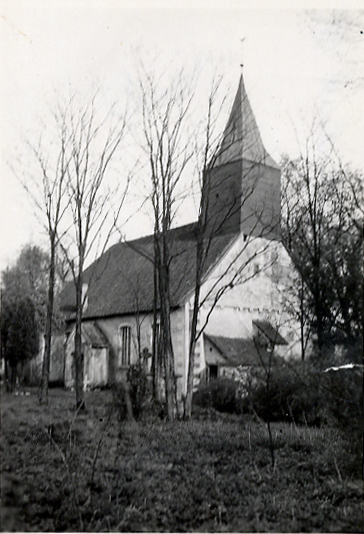
Die Kirche 1930

Die evangelische Kirche Haustenbeck war eine von 1685 bis 1939 bestehende Kirche im Dorf Haustenbeck, heute Oesterholz-Haustenbeck. Durch die Erweiterung des Truppenübungsplatzes Senne ist das Dorf wüst gefallen. Die Kirchenruine ist heute ein Baudenkmal der Gemeinde Schlangen.

## Geschichte
Die Siedlung Haustenbeck wurde 1659 durch Hermann Adolf Graf und Edler Herr zu Lippe gegründet. Er erwartete davon eine bessere Grenzabsicherung zum Hochstift Paderborn, Zoll- und andere Einnahmen sowie die Besitzstandsverteidigung. Den Siedlern versprach er eine Befreiung von Abgabenlasten für sechs Jahre. Dennoch zog der karge Boden der Senne anfangs nur wenige Neubürger an.
Bis 1671 gehörte Haustenbeck zum Kirchspiel Schlangen und erhielt dann eine eigene Pfarrstelle. Der erste Pfarrer war Joachim Winand aus Heiligenkirchen, der zu Beginn seine Predigten in der Wirtsstube des Haustenbecker Kruges halten musste. Mit dem Bau einer Fachwerkkirche wurde ebenfalls bereits 1671 begonnen, aus Geldmangel der Weiterbau jedoch eingestellt. Mit den Jahren verfiel die unvollendete Kirche wieder. Erst in den Jahren 1680 bis 82 schafften die Haustenbecker es, eine schlichte Kirche nach den Plänen des dörflichen Zimmermeisters zu errichten. Die Ausstattung stammte von Spenden durchreisender Kaufleute. Ihnen zu Ehren wurden farbige Stifterscheiben angefertigt, die die Fenster der Kirche schmückten. Viele davon gingen 1881 bei einem Umbau verloren, acht Scheiben befinden sich heute im Lippischen Landesmuseum. Am 27. September 1685 konnte die Kirche eingeweiht werden. 1692 erhielt sie auch eine Glocke, sie stammte von Meister Bricon aus Steinheim – vermutlich handelte es sich dabei um den Sohn von Claudius Bricon, der 1656 die Bronzeglocke der Kirche in Schlangen gegossen hatte.
Einen wesentlichen Umbau erfuhr die Kirche 1755. Durch den Steinhauermeister Hans Christoph Rombeger aus Detmold wurden die Fachwerkwände mit Ausnahme der Nordwand durch Wände aus Kalkbruchstein ersetzt. Erst 1885 erfolgte der Austausch der Nordwand. Ernst Klassmeier aus Kirchheide baute 1906 eine Orgel mit neun Registern für die Haustenbecker Kirche. Die Vorbauten mit Dreiecksgiebeln vor den beiden Portalen stammen aus dem Jahr 1906.
Im Jahr 1937 erreichte Haustenbeck die Nachricht, dass das Dorf wegen der anstehenden Erweiterung des Truppenübungsplatzes Senne aufgegeben werden muss. Das Kircheninventar wurde, soweit möglich, verkauft. Die Kanzel befindet sich seit 1965 in der evangelischen Kirche Donop, das Abendmahlgerät kam nach Voßheide, den Grabstein von Pastor Winand und zwei Glocken erhielt die Evangelisch-reformierte Kirche Heiligenkirchen. Der letzte Gottesdienst fand am 26. November 1939, einem Totensonntag, statt. Pastor war von 1929 bis 1939 Hans Held, der im Februar 1944 in Russland fiel.
Auf Bildern aus den 1950er-Jahren hat das Kirchengebäude ein zwar beschädigtes, aber noch vollständiges Dach mit Turm. Heutzutage stehen nur noch die Mauern, wegen Einsturzgefahr ist das Betreten verboten. Die Ruine steht seit dem 25. Januar 1993 unter Denkmalschutz.

## Architektur und Ausstattung

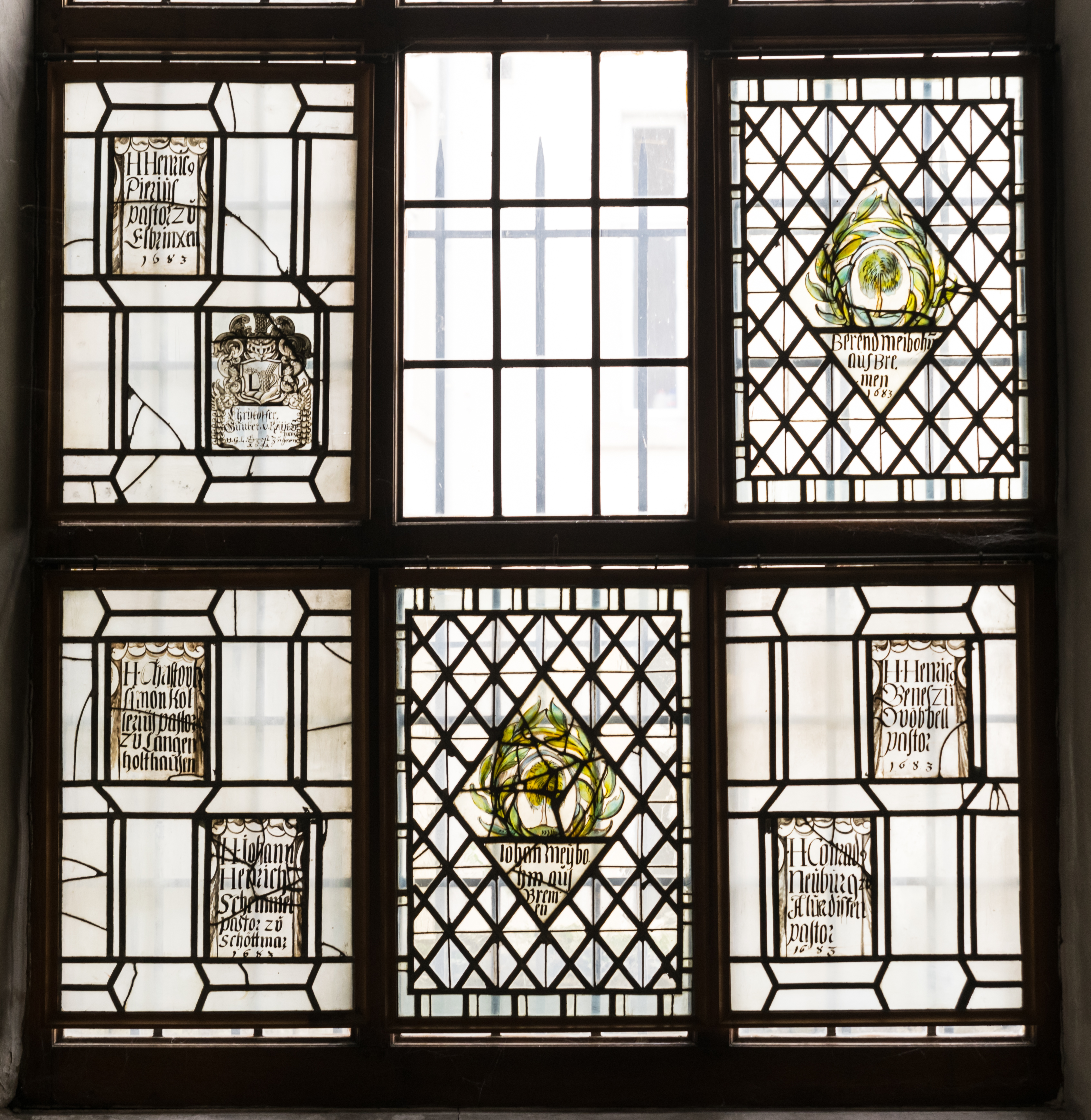
Stifterfenster von 1683, ausgestellt im Lippischen Landesmuseum

Das Gebäude war ein schlichter barocker Rechteckbau. Der hölzerne und mit Brettern verkleidete Glockenturm stand auf der Westseite des pfannengedeckten Daches, dessen Ostseite einen Krüppelwalm aufwies. An beiden Traufenseiten befanden sich je vier Fensterachsen und mittig ein Portal mit dem oben erwähnten, später hinzugefügten Vorbau.
Otto Gaul hat die Kirche noch 1935 für den nie erschienenen Band über die Bau- und Kunstdenkmäler von Westfalen, Kreis Detmold, besichtigt und beschrieben. Er nennt als Ausstattungsgegenstände:
- Altar von 1683 mit der Inschrift „JOST DE SCHMHETH VON BREMEN VEREHRET DIESEN ALTAR ZUR EHRE GOTTES 1683“
- hölzerne Kanzel mit achteckigem Korb aus der Kirche in Heiden, Mitte 17. Jahrhundert
- Priechen, Mitte 18. Jahrhundert
- Gestühl, 1807
- Glasfenster
- vergoldeter Abendmahlskelch, Ende 17. Jahrhundert
- Abendmahlskanne, Zinn, um 1800
- Taufschale, Zinn, Anfang 18. Jahrhundert, mit Lippischer Rose und Krone, am Rand die Inschrift „Elisabeth Wechters dis verehret. Ich taufe euch mit Wasser, Christus aber ist’s, der mit dem hl. geist taufet. Joh. am 1.“

Neuere Erkenntnisse datieren die Kanzel in die zweite Hälfte des 16. Jahrhunderts, außerdem weist eine Inschrift in der Abendmahlskanne auf das Erstellungsjahr 1691 hin.